# Nassunia nigrofascia
Nassunia nigrofascia är en insektsart som beskrevs av William D. Funkhouser. Nassunia nigrofascia ingår i släktet Nassunia och familjen hornstritar. Inga underarter finns listade i Catalogue of Life.